# Dobříč (ort i Tjeckien, Mellersta Böhmen)
Dobříč är en ort i Tjeckien.   Den ligger i regionen Mellersta Böhmen, i den centrala delen av landet, 14 km sydväst om huvudstaden Prag. Dobříč ligger 382 meter över havet och antalet invånare är 263.
Terrängen runt Dobříč är platt åt nordväst, men åt sydost är den kuperad.Runt Dobříč är det tätbefolkat, med 613 invånare per kvadratkilometer. Närmaste större samhälle är Prag, 13,8 km nordost om Dobříč. Runt Dobříč är det i huvudsak tätbebyggt.